# باگرواند

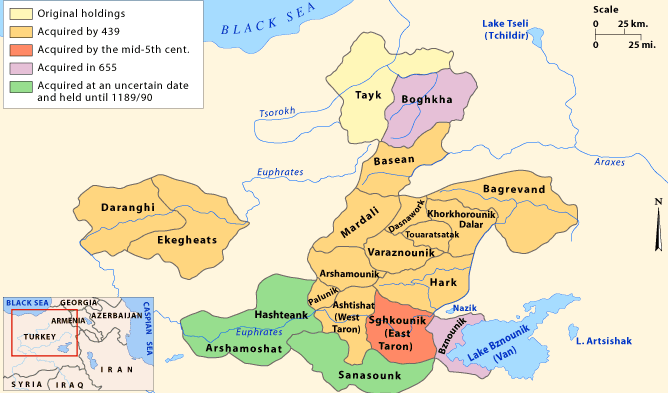

باگرواند (ارمنی: Բագրևանդ) منطقه‌ای که در ایالات آیرارات ارمنستان بزرگ واقع شده بود.